# Sinop (Brasil)
Sinop es un municipio brasileño del estado de Mato Grosso. Es la cuarta mayor ciudad del estado, siendo su población en  2016 estimada en 132.934 mil habitantes, lo cual coloca a Sinop en el puesto 224 de las ciudades de Brasil; 114 en cuanto a municipios del interior de los estados. Posee un área de 3.194,339 km². Es conocida como la Capital do Nortão, siendo actualmente polo de referencia en el norte matogrossense.
Tiene un pequeño aeropuerto con vuelos a Brasilia.

## Etimología
Su denominación deriva del acrónimo de Sociedade Imobiliária Noroeste do Paraná, nombre de la empresa responsable de la colonización del norte de Mato Grosso, por agricultores del norte del estado de Paraná.

## Clima
El clima de Sinop puede ser clasificado como clima tropical de sabana (Aw), de acuerdo con la clasificación climática de Köppen.

## Personajes
El retirado portero Rogério Ceni, del São Paulo es oriundo de Sinop, iniciándose profesionalmente en el club de la ciudad.